# Polifluorur de vinilidè
Polifluorur de vinilidè, o PVDF és un termoplàstic fluorat. També és conegut per les marques comercials KYNAR, SOLEF, HYLAR o SYGEF.
El PVDF és un material que pertany a la família dels polímers fluorats, és usat generalment en aplicacions que requereixen alta resistència a àcids i bases a altes i baixes temperatures com també per la seva resistència a l'envelliment i als raigs ultraviolats. Comparat amb altres polímers fluorats és més fàcil transformar gràcies a la seva baixa temperatura de fusió que ronda els 177 °C.
L'any 2012, per part d'investigadors de la Universitat de l'Estats de Carolina del Nord, es va descobrir que usant aquest polímer permetia els condensadors emmagatzemar i alliberar grans quantitats d'energia ràpidament. Això podria portar a fabricar automòbils elèctrics més potents i més eficients.